# شريف جمال
شريف جمال منتج ومخرج مصري، تخصص في العمل على مسلسلات الرسوم المتحركة، وواصل تقديم المسلسل الرسومي الشهير (بكار) بعد وفاة والدته المخرجة منى أبو النصر، كما أخرج كذلك مسلسلات (سوبر هنيدي، عائلة أستاذ أمين).

## أعماله
1. . سوبر هيندي 4 مسلسل 2015
2. . بكار الجزء العاشر: بلاد الدهب مسلسل 2015
3. . سوبر هنيدي 3 مسلسل 2014
4. . علماء المسلمين مسلسل 2013
5. .  من قصص التابعين
6. . سوبر هنيدي ج2 رسوم متحركة 2009
7. . سعفة السلام مسلسل 2009
8. . سوبر هنيدي رسوم متحركة 2008
9. . سلطان ومبروك وجميلة مسلسل 2008
10. . عائلة أستاذ أمين رسوم متحركة 2005

## روابط خارجية
- شريف جمال على موقع الدهليز
- شريف جمال على موقع قاعدة بيانات الأفلام العربية